# 운동 단백질

나노 스케일에서 단백질 동역학을 사용하여 미세소관 위를 이동하는 키네신

운동 단백질(運動蛋白質, 영어: motor protein) 또는 모터 단백질은 세포의 세포질을 따라 이동할 수 있는 분자 모터의 한 종류이다. 운동 단백질은 ATP의 가수분해에 의해 화학 에너지를 기계적 일로 변환시킨다. 그러나 편모의 회전은 양성자 펌프에 의해 구동된다.

## 같이 보기
- ATP 생성효소
- 세포골격
- 단백질 동역학